# گروه پیمانه‌ای پیکار
در ریاضیات، گروه پیمانه ای پیکار (به انگلیسی: Picard modular group) که به افتخار امیل پیکار که نخستین بار در سال ۱۸۸۱ آنها را مورد بررسی قرار داد نامیده شده اند گروهی به شکل {\displaystyle SU(J,L)} (گروه واحد ویژه) است که {\displaystyle L} یک توری ۳ بعدی روی حلقه اعداد صحیح یک میدان موهومی دوگانی و {\displaystyle J} یک فرم هرمیتی با امضا (۲،۱) میباشد. گروه پیمانه ای پیکار بر روی {\displaystyle \mathbb {C} ^{2}} کنش میکند و خارج قسمت این کنش معروف به رویه پیمانه ای پیکار است.